# Cypria
Cypria is een geslacht van kreeftachtigen uit de klasse van de Ostracoda (mosselkreeftjes).

## Soorten volgens <ITIS>
- Cypria brevisetigera Cole, 1965
- Cypria curvifurcata Klie, 1923
- Cypria elegantula (Lilljeborg, 1853)
- Cypria exquisita Furtos, 1936
- Cypria exsculpta (Fischer, 1855)
- Cypria fadeewi Dubowsky, 1927
- Cypria fontana Cole, 1965
- Cypria gibbera Furtos, 1936
- Cypria globula Furtos, 1933
- Cypria inequivalva Turner, 1893
- Cypria lacustris
- Cypria maculata Hoff, 1942
- Cypria mediana Hoff, 1942
- Cypria obesa Sharpe, 1897
- Cypria ophtalmica (Jurine, 1820)
- Cypria palustera Furtos, 1935
- Cypria pellucida G. O.Sars, 1901
- Cypria pseudocrenulata Furtos, 1936
- Cypria turneri Hoff, 1942